# موسى هاردي
موسى هاردي (بالإنجليزية: Moses Hardy)‏ هو جندي أمريكي، ولد في 6 يناير 1894 في أبردين في الولايات المتحدة، وتوفي بنفس المكان في 7 ديسمبر 2006.